# Triraphis bifasciatus
Triraphis bifasciatus är en stekelart som först beskrevs av William Harris Ashmead 1895.  Triraphis bifasciatus ingår i släktet Triraphis och familjen bracksteklar. Inga underarter finns listade i Catalogue of Life.